# Miguel Capuccini
Miguel Capuccini (5. januar 1904 – 9. juni 1980) var en uruguayansk fodboldspiller, der som målmand på Uruguays landshold vandt guld ved VM i 1930 på hjemmebane. Han var dog ikke på banen i turneringen. I alt nåede han at spille seks landskampe.
Capuccini spillede på klubplan for CA Peñarol i hjemlandet.